# Ally (SNS)
ally（アリー）は、サイバーエージェントの連結子会社であるシーエー･モバイルが運営していた、実名制の位置情報ソーシャルネットワーキングサービス(SNS)。2010年12月よりサービス開始。2013年2月28日サービス終了。

## 概要
allyの名前の由来は「同盟・連合」の意味の「alliance（アライアンス）」の動詞から名付けられている。
iPhone（アイフォーン）、Android（アンドロイド）、フィーチャーフォン (feature phone）、パソコンに対応しており、
無料で会員登録できた。登録には任意で決めたIDとパスワード、個人のメールアドレス、氏名、性別が必要となる。
フレンド登録しあった友人や家族のことをally上では通称（ココトモ）と名付けており、身近にいる親しい人とのプライベートなコミュニケーションツールとして生まれた。東北地方太平洋沖地震の際、位置情報と関連付けられたコミュニケーションが非常時の安否確認に有用な、災害対策アプリケーションの一つとしてあげられていた。

## 用語・機能
シェア（allyの場合）
ユーザーから投稿される500文字以内の文章のことで、同時に写真または画像、位置情報（GPS機能）を取得し投稿することができる機能。
自身のアカウントを使用してTwitter・Facebookへの同時投稿が可能となる。
シェアに対しユーザーは削除・コメント・通報が可能で、通報はallyの利用規約に反した画像、写真、文章を運営社に報告することが可能である。
ココトモ
ally上ではフレンド申請しあった友人や家族の名称のこと。
ココダヨ
ユーザーの現在地をally上でココトモに知らせるための機能。
あしあと機能
ユーザーは、一定時間毎に位置情報（GPS機能）を取得し、ココトモに現在地をON・OFF機能を使用し知らせることが可能である。
スポット機能
ユーザーが位置情報（GPS機能）を利用し、周辺にあるお店やランドマーク等を取得でき同時にシェアできる。自身が新たに新規スポット登録をすることも可能である。;ミニメール
ally上でココトモとDMのやり取りをすることが可能である。
プロフィール
ally上では、住所、電話番号、メールアドレス、生年月日、性別、血液型、所属先、URLを入力することが可能である。
グループ
ユーザーは、任意でグループの新規作成ができプロフィールで作成した個人情報をグループ別毎に制限するための機能。
電話帳
ユーザーは、ココトモの一覧とココトモのプロフィールを閲覧できる。グループで作成したフォルダにココトモを追加することも可能である。
My Profile
ユーザーが自身のMy Profileページにオリジナルの画像・写真をアップロードするための機能。

## 禁止行為
allyには大きく分け5つの禁止行為がまとめられている。
1. ストーカー、煽り、著しく名誉を毀損する行為をすること。
2. わいせつ、児童ポルノ、児童虐待、残虐、不衛生、セクシャルハラスメントなど他人に不快感を与える可能性があるシェア、コメント、画像を投稿する行為。
3. 個人を特定する連絡先情報（住所、電話番号、メールアドレス）を、ally上のユーザー全体に公開される箇所に掲載する行為。
4. 面識の無い相手と出会いを目的として誘う行為。
5. 既に登録されている同一（スポット機能)、(ココダヨ)を意図的に複数件登録する行為。

なお、該当する違反行為行った場合または、運営社が不適切と判断する行為を行った場合にも強制退会となり、退会となったユーザーのデータは抹消される。